# Partiële smelt
Partieel smelten is het smelten van één of meerdere componenten in een vaste oplossing, terwijl andere componenten in de vaste fase blijven. 
Wanneer een materiaal partieel gaat smelten kan in een fasediagram worden afgelezen. Als de temperatuur boven de lijn die de solidus heet komt, zal het materiaal partieel smelten.
In de Aarde is partieel smelten van belang in de diepere delen van de aardkorst en de aardmantel. Partieel smelten treedt ook op bij contactmetamorfose als gesmolten gesteente (magma) in direct contact komt met het omringende vaste gesteente. Gesteenten waarin partieel smelten is opgetreden worden zowel bij de stollings- als de metamorfe gesteenten ingedeeld. Als sprake is van felsische (silicarijke) smelt spreekt men van anatexis.